# Indigofera suffruticosa
Indigofera Suffruticosa, coneguda comunament com l'anyil de Guatemala, indigo de fulla petita (Sierra Leone), anyil indi (Oest de l'Índia), indi silvestre, i l'anyil, és una planta de flors pertanyent a la família de les fabàcies. En hawaià, es coneix tant amb el nom de 'inikō/ inikoa' com 'kolu'; a Fiji se l'anomena 'vaivai', els samoans en diuen 'la'au mageso', a Guam es diu 'aniles' i a Tonga s' hi fa referència com a as'akauveli (planta de la picor).
L'índigo és natiu de les Amèriques tropicals i subtropicals, incloent el sud dels Estats Units, el Carib, Mèxic, Amèrica Central i Amèrica del Sud fins al nord de l'Argentina. Aquesta espècia ha estat a bastament introduïda a altres parts del món i en l'actualitat té una distribució pantropical. Es tracta d'un arbust de branques erectes que creix fins a 1 metre (3,3 peus) d'altura, amb fulles agulliformes, i habitualment creix en zones seques i àrees de difícil accés com vores de camins i camps en guaret.
L'Índigo és una planta tintórea de la quan se n'aprofiten les fulles que són usades sovint per aconseguir un tint de color blau. Barreja amb certes argiles, pot produir blau maia, un pigment utilitzat per les civilitzacions mesoamericanas.
El procés d'obtenció de l'anyil (o indigo) és complex. Primer cal deixar la planta (Indigofera Suffruticosa) fermentant en aigua durant almenys 24 hores alliberant-se un glucòsid anomenat indoxil. Llavors cal remenar la mescla fins que es produeix una escuma blanca, que tot seguit s'oxida en presència de l'aire tornant-se d'un color blau profund. Aquest producte de color blau, la indigotina, és insoluble i precipita. Un cop filtrat, s'asseca i es mol fins a convertir-lo en pols, i ja està llest per a ésser usat o bé es pot guardar.
Per tenyir amb aquesta pols cal primer dissoldre-la en aigua, i per a això cal ajudar-lo amb hidrosulfit i calç. Els colors que s'obtenen són d'un blau profund, amb tota la gamma de blaus, i no es descoloreixen. Històricament aquest blau ha estat molt usat per la indústria tèxtil (texans).

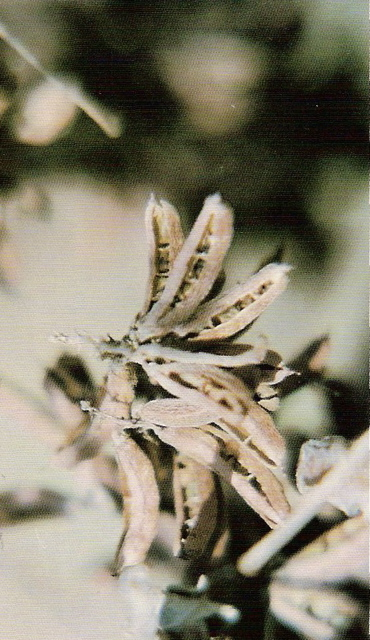
Llavors d'anyil
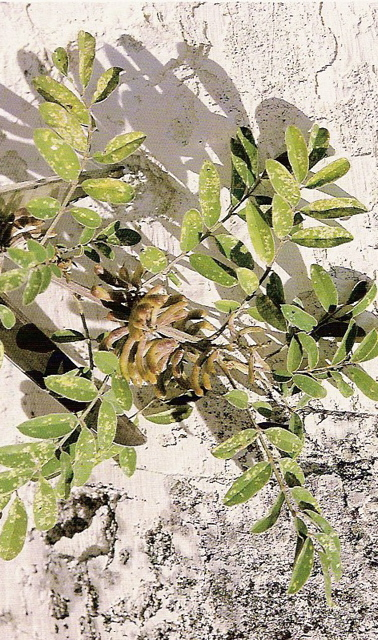
Fulles d'anyil